# Pseudodiaptomus coronatus
Pseudodiaptomus coronatus är en kräftdjursart som beskrevs av Williams 1906. Pseudodiaptomus coronatus ingår i släktet Pseudodiaptomus och familjen Pseudodiaptomidae. Inga underarter finns listade i Catalogue of Life.